# Macrurosaurus semnus
Il macrurosauro ("lucertola dalla lunga coda") era un dinosauro sauropode che visse durante il Cretaceo, in Europa, 130 milioni di anni fa. La specie, M. semnus, fu descritta da Harry Seeley nel 1876. Nessun'altra specie è stata finora trovata. Era un titanosauro, uno dei più grandi gruppi di sauropodi.